# Heather Burge
Heather Marie Burge, coniugata Quella (Fairfax, 12 novembre 1971), è un'ex cestista statunitense.

## Biografia
Cestista professionista nella WNBA. È la sorella gemella di Heidi Burge. Sulla loro storia è stato girato il film Due gemelle e un pallone.

## Carriera
Con gli Stati Uniti ha disputato i Campionati americani del 1993.